# Nižná Sitnica
Nižná Sitnica és un poble i municipi d'Eslovàquia. Es troba a la regió de Prešov, al nord del país.

## Història
La primera referència escrita de la vila data del 1408.

## Demografia
| Godina             | 1994 | 2004   | 2014    | 2024   |
| ------------------ | ---- | ------ | ------- | ------ |
| Nombre de persones | 368  | 365    | 328     | 303    |
| Diferència         |      | −0,81% | −10,13% | −7,62% |

| Godina             | 2023 | 2024 |
| ------------------ | ---- | ---- |
| Nombre de persones | 300  | 303  |
| Diferència         |      | +1%  |